# Liste der Gemeinden in Oberösterreich
Oberösterreich gliedert sich in 438 politisch selbständige Gemeinden. Das sind (in alphabetischer Reihenfolge):
Legende:
- Gemeindename nach Kommunalverwaltung
  - Gemeindename in normaler Schrift: es gibt zusätzlich eine Katastralgemeinde mit gleichem Namen.
  - Gemeindename in kursiver Schrift: es gibt keine Katastralgemeinde gleichen Namens.
- Eingerückt findet man die dazugehörigen Katastralgemeinden.
  - Katastralgemeinden, die nicht auch gleichzeitig eine Ortschaft sind, sind unverlinkt.
- Name unterstrichen (falls angegeben): Hauptort der Gemeinde (Name der Ortschaft nach Amtlicher Statistik der Statistik Austria)
- Anm: Der Name der Katastralgemeinde wird im amtlichen Kataster vom Bundesamt für Eich- und Vermessungswesen geführt, daher können Name der Gemeinde, der dazugehörenden Katastralgemeinde, und der Ortschaft unterschiedlich sein
  - Name in Klammer ist neuere Schreibweise (Umbenennungen)

Gebietsstand: unbek.
- Einzelne Orte einer Gemeinde findet man aufgrund des Umfanges nur auf den Bezirksseiten

Diese Liste soll dazu dienen, Artikel zu fehlenden Orten zu schreiben, deshalb keine redirects auf direkte Links umstellen. Alle Artikel über die Orte in diesem Bundesland finden sich unter Kategorie:Ort in Oberösterreich.

## A
- Adlwang
  - Emsenhub
  - Weißenbach
- Aichkirchen
- Aigen-Schlägl
  - Aigen
  - Schlägl
  - Unterneudorf
- Aistersheim
- Alberndorf in der Riedmark
  - Oberndorf
  - Pröselsdorf
  - Steinbach
- Alkoven
  - Annaberg
  - Hartheim
  - Polsing
  - Puchham
  - Straß
- Allerheiligen im Mühlkreis
  - Lebing
- Allhaming
  - Laimgräben
- Altenberg bei Linz
  - Katzgraben
  - Oberbairing
- Altenfelden
  - Haselbach
  - Langhalsen
- Altheim
  - Stern
  - Weyrading
- Altmünster
  - Eben
  - Ebenzweier
  - Gmundnerberg
  - Grasberg
  - Mühlbach
  - Nachdemsee
  - Neukirchen
  - Ort-Altmünster
  - Reindlmühl
- Altschwendt
  - Oberrödham
- Ampflwang im Hausruckwald
- Andorf
  - Burgerding
  - Heitzing
  - Kurzenkirchen
  - Oberndorf
  - Schulleredt
  - Teuflau
- Andrichsfurt
  - Andrichsfurth
  - Frauenhub
  - Pötting
- Ansfelden
  - Fleckendorf
  - Kremsdorf
  - Nettingsdorf
  - Rapperswinkel
- Antiesenhofen
- Arbing
  - Puchberg im Machland
- Arnreit
  - Untergahleiten
- Aschach an der Donau
- Aschach an der Steyr
  - Mitteregg
- Aspach
  - Obermigelsbach
  - Wildenau
- Asten
  - Raffelstetten
- Attersee am Attersee
  - Abtsdorf
- Attnang-Puchheim
- Atzbach
- Atzesberg
- Auberg
- Auerbach
  - Irnprechting
- Aurach am Hongar
  - Hainbach
- Aurolzmünster
  - Forchtenau
  - Mairhof
  - Schacha
  - Weierfing

## B
- Bachmanning
- Bad Goisern am Hallstättersee
  - Goisern
  - Lasern
  - Obersee
  - Ramsau
  - Untersee
- Bad Hall
  - Großmengersdorf
  - Hehenberg
- Bad Ischl
  - Ahorn
  - Haiden
  - Jainzen
  - Kaltenbach
  - Lauffen
  - Lindau
  - Perneck
  - Reiterndorf
  - Rettenbach
- Bad Kreuzen
  - Dörfl
  - Kalmberg
  - Wetzelstein
- Bad Leonfelden
  - Dietrichschlag
  - Laimbach
  - Stiftung bei Leonfelden
  - Weigetschlag
- Bad Schallerbach
  - Schönau
- Bad Wimsbach-Neydharting
  - Au
  - Bachloh
  - Bergham
  - Kößlwang
  - Neydharting
  - Wimsbach
- Bad Zell
  - Aich
  - Brawinkl
  - Lanzendorf
- Baumgartenberg
- Berg im Attergau
  - Eggenberg
- Braunau am Inn
  - Osternberg
  - Ranshofen
- Brunnenthal
  - Eggersham
- Buchkirchen
  - Hundsham
  - Mistelbach bei Wels
  - Oberperwend
  - Radlach
- Burgkirchen
  - Biburg
  - Forstern
  - Hartberg
  - Oberspraidt
  - St. Georgen an der Mattig

## D
- Desselbrunn
  - Windern
- Diersbach
  - Angsüß
  - Großwaging
  - Kalling
  - Kindling
  - Schwabenhub
- Dietach
  - Mitterdietach
  - Oberdietach
  - Unterdietach
- Dimbach
  - Gassen
- Dorf an der Pram
  - Dorf
  - Hinterndobl

## E
- Ebensee am Traunsee
  - Langwies
  - Oberlangbath
- Eberschwang
  - Kirchsteig
  - Leopoldshofstadt
  - Mitterbreitsach
  - Mühring
  - Vocking
  - Wappeltsham
- Eberstalzell
  - Mayrsdorf
  - Wipfing
- Edlbach
- Edt bei Lambach
  - Kreisbichl
  - Mayrlambach
- Eferding
- Eggelsberg
  - Gundertshausen
  - Haimhausen
  - Haselreith
  - Ibm
- Eggendorf im Traunkreis
- Eggerding
  - Hofstadt
  - Maasbach
- Eidenberg
  - Geng
- Eitzing
  - Kirchberg
- Engelhartszell
  - Stadl
- Engerwitzdorf
  - Holzwiesen
  - Klendorf
  - Niederkulm
- Enns
  - Hiesendorf
  - Kristein
  - Lorch
  - Moos
  - Volkersdorf
- Enzenkirchen
  - Jagern
  - Kenading
  - Matzing
- Eschenau im Hausruckkreis
- Esternberg
  - Kiesdorf
  - Pyrawang
  - Urschendorf
  - Wetzendorf

## F
- Feldkirchen an der Donau
  - Bad Mühllacken
  - Bergheim
  - Freudenstein
  - Lacken
  - Landshaag
  - Mühldorf
- Feldkirchen bei Mattighofen
  - Aschau
  - Gstaig
  - Vormoosen
  - Wiesing
- Fischlham
  - Forstberg
- Fornach
  - Walligen
- Fraham
  - Hörstorf
- Frankenburg am Hausruck
  - Frein
  - Hintersteining
  - Hofberg
  - Hörgersteig
- Frankenmarkt
  - Höhenwarth
  - Stauf
- Franking
  - Eggenham
  - Holzöster
- Freinberg
  - Haibach
  - Hinding
- Freistadt

## G
- Gaflenz
  - Kleingschnaidt
  - Neudorf
  - Pettendorf
- Gallneukirchen
- Gallspach
  - Enzendorf
- Gampern
  - Baumgarting
  - Bierbaum
- Garsten
  - Lahrndorf
  - Mühlbach
  - Oberchristkindl
  - Pergern
  - Unterdambach
- Gaspoltshofen
  - Aflang
  - Altenhof am Hausruck
  - Fading
  - Höft
  - Hörbach
  - Jeding
- Geboltskirchen
  - Niederentern
- Geiersberg
- Geinberg
  - Neuhaus
- Geretsberg
  - Lehrsberg
  - Werberg
- Gilgenberg am Weilhart
  - Gilgenberg
  - Mairhof
  - Ruderstallgassen
- Gmunden
  - Ort-Gmunden
  - Schlagen
  - Traundorf
  - Traunstein
- Goldwörth
- Gosau
- Gramastetten
  - Feldsdorf
- Grein
  - Lettental
  - Panholz
- Grieskirchen
  - Manglburg
  - Parz
- Großraming
  - Hintstein
  - Lumpelgraben
  - Neustiftgraben
  - Oberplaißa
- Grünau im Almtal
- Grünbach
  - Lichtenau
  - Rauchenödt
- Grünburg
  - Leonstein
  - Obergrünburg
  - Pernzell
  - Untergrünburg
  - Wagenhub
- Gschwandt
  - Moosham
  - Oberndorf
- Gunskirchen
  - Fallsbach
  - Grünbach
  - Irnharting
  - Straß
- Gurten
  - Dorf
- Gutau
  - Erdmannsdorf
  - Hundsdorf

## H
- Haag am Hausruck
  - Niedernhaag
  - Obernhaag
- Hagenberg im Mühlkreis
  - Schmidsberg
- Haibach im Mühlkreis
- Haibach ob der Donau
  - Haibach
  - Mannsdorf
- Haigermoos
- Hallstatt
- Handenberg
  - Adenberg
  - Sandthal
- Hargelsberg
  - Penking
  - Sieding
  - Thann
- Hartkirchen
  - Oed in Bergen
  - Schaumberg
- Haslach an der Mühl
- Heiligenberg
- Helfenberg
  - Ahorn
  - Spanfeld
- Hellmonsödt
  - Pelmberg
- Helpfau-Uttendorf
  - Helpfau
  - Kager
  - St. Florian
  - Uttendorf
- Herzogsdorf
  - Bogendorf
  - Eidendorf
  - Stammering
- Hinterstoder
- Hinzenbach
  - Oberrudling
  - Wackersbach
- Hirschbach im Mühlkreis
  - Guttenbrunn
- Hochburg-Ach
  - Ach
  - Hochburg
  - Oberkriebach
  - Unterkriebach
- Hofkirchen an der Trattnach
  - Gassen
  - Schallbach
  - Still
- Hofkirchen im Mühlkreis
  - Marsbach
- Hofkirchen im Traunkreis
  - Harmannsdorf
- Hohenzell
  - Emprechting
  - Gonetsreith
  - Hasenzagl
  - Oberham
  - Untermauer I
  - Wimm
- Holzhausen
- Höhnhart
  - Feichta
  - Henhart
- Hörbich
- Hörsching
  - Neubau

## I
- Innerschwand am Mondsee
  - Innerschwand
- Inzersdorf im Kremstal
  - Mitterinzersdorf
  - Unterinzersdorf

## J
- Jeging
- Julbach
  - Kraml

## K
- Kallham
  - Erlach
  - Kimpling
- Kaltenberg
  - Markersreith
  - Silberberg
- Katsdorf
  - Bodendorf
  - Lungitz
- Kefermarkt
  - Harterleithen
  - Pernau
- Kematen am Innbach
  - Steinerkirchen am Innbach
  - Straß
- Kematen an der Krems
  - Achleiten
  - Burg
  - Kiesenberg
- Kirchberg bei Mattighofen
  - Sauldorf
  - Siegertshaft
- Kirchberg ob der Donau
  - Grub
- Kirchberg-Thening
  - Axberg
  - Kirchberg
- Kirchdorf am Inn
  - Katzenberg
- Kirchdorf an der Krems
- Kirchham
  - Feichtenberg
  - Kaltenmarkt
  - Kampesberg
  - Kogl
  - Krottendorf
- Kirchheim im Innkreis
- Kirchschlag bei Linz
  - Riedl
- Klaffer am Hochficht
- Klam
- Klaus an der Pyhrnbahn
  - Klaus
  - Steyrling
- Kleinzell im Mühlkreis
- Kollerschlag
  - Stratberg
- Kopfing im Innkreis
  - Entholz
  - Glatzing
  - Kopfing
  - Neukirchendorf
- Königswiesen
  - Haid
  - Mönchdorf
  - Mötlas
  - Paroxedt
- Kremsmünster
  - Au
  - Dirnberg
  - Kirchberg
  - Kremsegg
  - Krift
  - Mairdorf
  - Sattledt II
  - Unterburgfried
  - Wolfgangstein
- Krenglbach
  - Haiding
  - Katzbach
  - Schmiding
- Kronstorf
  - Schieferegg
  - Stallbach

## L
- Laakirchen
  - Diethaming
  - Kranabeth
  - Lindach
  - Oberweis
  - Ölling
  - Schwaigthal
  - Stötten
- Lambach
- Lambrechten
  - Breiningsdorf
  - Gerhagen
  - Kramberg
  - Reichergerhagen
- Langenstein
- Lasberg
  - Steinböckhof
  - Wartberg
- Laussa
  - Lausa
- Lembach im Mühlkreis
- Lengau
  - Friedburg
  - Heiligenstadt
  - Krenwald
  - Oberehreneck
  - Utzweih
- Lenzing an der Ager
- Leonding
  - Holzheim
  - Ruefling
- Leopoldschlag
  - Hiltschen
- Lichtenau im Mühlkreis
- Lichtenberg
- Liebenau
  - Neustift
  - Windhagmühl
- Linz
  - Ebelsberg
  - Katzbach
  - Kleinmünchen
  - Lustenau
  - Mönchgraben
  - Pichling
  - Posch
  - Pöstlingberg
  - St. Peter
  - Ufer
  - Urfahr
  - Waldegg
  - Wambach
- Lochen am See
  - Lochen
  - Oberweissau
  - Tannberg
  - Wichenham
- Lohnsburg am Kobernaußerwald
  - Gunzing
  - Kobernaußen
  - Lohnsburg
- Losenstein
  - Stiedelsbach
- Luftenberg an der Donau
  - Pürach

## M
- Manning
- Marchtrenk
- Maria Neustift
  - Blumau
  - Buchschachen
  - Dörfl
  - Platten
- Maria Schmolln
  - Oberminathal
  - Schnellberg
  - Schweigetsreith
- Mattighofen
- Mauerkirchen
  - Spitzenberg
- Mauthausen
  - Haid
- Mayrhof
- Meggenhofen
  - Pfarrhofsberg
  - Wilhelmsberg
- Mehrnbach
  - Atzing
  - Renetsham
  - Riegarding
  - Stötten
- Mettmach
  - Großweiffendorf
  - Hub
  - Neundling
- Michaelnbach
  - Grub
  - Haus
- Micheldorf in Oberösterreich
  - Mittermicheldorf
  - Obermicheldorf
  - Untermicheldorf
- Mining
  - Amberg
  - Gundholling
- Mitterkirchen im Machland
  - Hofstetten
  - Langacker
- Molln
  - Außerbreitenau
  - Innerbreitenau
  - Ramsau
- Mondsee
- Moosbach
  - Grubedt
  - Waasen
- Moosdorf
  - Stadl
- Mörschwang
  - Greiffing
- Munderfing
  - Achenlohe
- Mühlheim am Inn
  - Mühlheim
- Münzbach
  - Innernstein
- Münzkirchen
  - Eisenbirn
  - Freundorf
  - Hofalt
  - Landertsberg
  - Schießdorf

## N
- Naarn im Machlande
  - Au
  - Baumgarten
  - Ruprechtshofen
- Natternbach
- Nebelberg
- Neufelden
  - Pürnstein
- Neuhofen an der Krems
  - Dambach
  - Fischen
  - Gries
  - Lining
  - Weißenberg
- Neuhofen im Innkreis
  - Gobrechtsham
- Neukirchen am Walde
  - St. Sixt
- Neukirchen an der Enknach
  - Apfenthal
  - Mitternberg
- Neukirchen an der Vöckla
  - Ackersberg
  - Wegleiten
- Neukirchen bei Lambach
- Neumarkt im Hausruckkreis
- Neumarkt im Mühlkreis
  - Matzelsdorf
  - Trosselsdorf
  - Zeiß
- Neustift im Mühlkreis
  - Rannariedl
- Niederkappel
  - Witzersdorf
- Niederneukirchen
  - Dörfl
  - Grünbrunn
  - Ruprechtshofen
- Niederthalheim
- Niederwaldkirchen
  - Allersdorf
  - Drautendorf
- Nußbach
  - Dauersdorf
  - Göritz
  - Mandorf
  - Sinzendorf
- Nußdorf am Attersee
  - Lichtenbuch

## O
- Oberhofen am Irrsee
  - Laiter
  - Rabenschwand
- Oberkappel
- Obernberg am Inn
- Oberndorf bei Schwanenstadt
- Oberneukirchen
  - Waldschlag
  - Waxenberg
- Oberschlierbach
- Obertraun
- Oberwang
  - Oberaschau
- Oepping
  - Götzendorf
  - Obergahleiten
- Offenhausen
  - Großkrottendorf
  - Humplberg
  - Würting
- Oftering
  - Freiling
- Ohlsdorf
  - Ehrendorf
  - Ehrenfeld
  - Hafendorf
  - Nathal
  - Rittham
- Ort im Innkreis
  - Aichberg
- Ostermiething
  - Ernsting
  - Ettenau
- Ottenschlag im Mühlkreis
- Ottensheim
  - Niederottensheim
  - Oberottensheim
- Ottnang am Hausruck
  - Bruckmühl
  - Plötzenedt
  - Puchheim

## P
- Pabneukirchen
  - Riedersdorf
  - Wetzelsberg
- Palting
  - Mundenham
- Pasching
- Pattigham
  - Oberbrunn
  - Sankt Thomas
- Peilstein im Mühlviertel
  - Kicking
  - Kirchbach
- Pennewang
  - Breitenau
  - Felling
  - Krexham
  - Staffl
- Perg
  - Perg
  - Pergkirchen
  - Weinzierl
- Perwang am Grabensee
  - Perwang
  - Rudersberg
- Peterskirchen
  - Brenning
  - Untermauer II
- Pettenbach
  - Gundendorf
  - Hammersdorf
  - Lungendorf
  - Mitterndorf
  - Pratsdorf
  - Seisenburg
  - Unterdürndorf
- Peuerbach
  - Bruck
  - Waasen
- Pfaffing
  - Oberalberting
- Pfaffstätt
- Pfarrkirchen bei Bad Hall
  - Feyregg
  - Möderndorf
  - Mühlgrub
- Pfarrkirchen im Mühlkreis
  - Altenhof
  - Weberschlag
- Piberbach
  - Brandstatt
- Pichl bei Wels
  - Oberthanbach
  - Oedt
  - Sulzbach
  - Unterthanbach
  - Weilbach
- Pierbach
  - Hofstetten
- Pilsbach
  - Oberpilsbach
- Pinsdorf
  - Kufhaus
- Pischelsdorf am Engelbach
  - Erlach
  - Gschwendt
  - Humertsham
  - Pischelsdorf
- Pitzenberg
- Pollham
  - Forsthof
- Polling im Innkreis
  - Polling
- Pöndorf
  - Forstern
  - Geretseck
  - Haberpoint
  - Kirchham
  - Oberschwand
- Pötting
  - Spielmannsberg
- Pram
  - Feldegg
  - Gries
- Prambachkirchen
  - Dachsberg
  - Gallham
- Pramet
  - Hartlhof
- Pregarten
  - Pregartsdorf
  - Selker
- Puchenau
- Puchkirchen am Trattberg
  - Trattberg
- Pucking
  - Pucking I
  - Pucking II
  - St. Leonhard I
  - St. Leonhard II
- Pupping
  - Oberschaden
- Putzleinsdorf
  - Ollerndorf
- Pühret

## R
- Raab
  - Gautzham
  - Niederham
  - Oberspitzling
  - Riedlhof
- Rainbach im Innkreis
  - Edermaning
  - Grünberg
  - Rainbach
  - Wienering
- Rainbach im Mühlkreis
  - Kerschbaum
  - Rainbach
  - Summerau
- Rechberg
- Redleiten
- Redlham
- Regau
  - Neudorf
  - Oberkriech
  - Rutzenmoos
  - Unterregau
- Reichenau im Mühlkreis
- Reichenthal
  - Stiftung bei Reichenthal
- Reichersberg
  - Hart
  - Traxlham
- Reichraming
  - Arzberg
- Ried im Innkreis
- Ried im Traunkreis
  - Rührndorf
  - Voitsdorf
  - Zenndorf
- Ried in der Riedmark
  - Altaist
  - Marbach
  - Obenberg
- Riedau
  - Vormarkt Riedau
- Rohr im Kremstal
  - Fierling
- Rohrbach-Berg
  - Berg
  - Frindorf
  - Hundbrenning
  - Rohrbach
  - Steineck
- Roitham am Traunfall
  - Außerpühret
  - Deising
  - Kemating
- Rosenau am Hengstpaß
  - Rosenau
- Roßbach
  - Rödham
  - Rossbach
- Roßleithen
  - Pichl
  - Rading
- Rottenbach
  - Großwaldenberg
  - Innernsee
- Rüstorf
  - Mitterberg
- Rutzenham

## S
- Sandl
  - Hacklbrunn
  - Königsau
  - Pürstling
- Sankt Aegidi
  - Hackendorf
  - Schauern
- St. Agatha
  - Königsdorf
- St. Florian
  - Enzing
  - Fernbach
  - Gemering
  - Mickstetten
  - Niederfraunleiten
  - Oberweidlham
  - Rohrbach
  - Samesleiten
  - St. Florian Markt
  - Taunleiten
  - Tillysburg
  - Unterweidlham
- St. Florian am Inn
  - Otterbach
  - Pramhof
  - Unterteufenbach
- St. Georgen am Fillmannsbach
  - St. Georgen
- St. Georgen am Walde
  - Henndorf
  - Linden
- St. Georgen an der Gusen
- St. Georgen bei Grieskirchen
  - Tolleterau
- St. Georgen bei Obernberg am Inn
  - Nonsbach
- St. Georgen im Attergau
- St. Gotthard im Mühlkreis
- St. Johann am Walde
  - St. Johann
- St. Johann am Wimberg
  - Petersberg
- St. Konrad
  - Edt
  - Mühldorf II
- St. Leonhard bei Freistadt
  - Herzogreith
  - Maasch
- St. Lorenz
- St. Marien
  - Droissendorf
  - Kimmersdorf
  - Kurzenkirchen
  - Nöstlbach
  - Oberndorf
  - Pichlwang
  - Tiestling
  - Weichstetten
- St. Marienkirchen am Hausruck
  - Grausgrub
  - Stocket
- St. Marienkirchen an der Polsenz
  - Fürneredt
  - Lengau
  - Pernau
- St. Marienkirchen bei Schärding
  - Dietrichshofen
  - Fucking
  - Hackenbuch
  - St. Marienkirchen
- St. Martin im Innkreis
  - St. Martin im Innkreis Diesseits
  - St. Martin im Innkreis Jenseits
- St. Martin im Mühlkreis
  - Neuhaus an der Donau
  - Windischberg
- St. Nikola an der Donau
  - Struden
- St. Oswald bei Freistadt
  - Amesreith
  - March
  - Wippl
- St. Oswald bei Haslach
- St. Pankraz
- St. Pantaleon
  - Steinwag
  - Wildshut
- St. Peter am Hart
  - Anzing
  - Hagenau
  - St. Peter
- St. Peter am Wimberg
  - Eckerstorf
  - Kasten
- St. Radegund
  - Hadermarkt
- St. Roman
  - Altendorf
  - Aschenberg
  - Au
  - Ginzlsdorf
  - Kössldorf
  - Ried
- St. Stefan-Afiesl
  - Afiesl
  - St. Stefan am Walde
  - Unterriedl
- St. Thomas
- St. Thomas am Blasenstein
- St. Ulrich bei Steyr
  - Kleinraming
  - St. Ulrich
  - Unterwald
- St. Ulrich im Mühlkreis
  - Ramerstorf
- St. Veit im Innkreis
- St. Veit im Mühlkreis
- St. Willibald
  - Aichet
  - Geiselham
- St. Wolfgang im Salzkammergut
  - Wolfgangthal
- Sarleinsbach
  - Pogendorf
  - Schölling
  - Sprinzenstein
  - St. Leonhard
- Sattledt
- Saxen
  - Eizendorf
- Schalchen
  - Furth
  - Unterlochen
  - Weinberg
- Schardenberg
  - Asing
  - Fraunhof
  - Gattern
  - Lindenberg
  - Luck
- Scharnstein
  - Dorf
  - Mühldorf I
  - Viechtwang
- Scharten
  - Finklham
- Schärding
  - Schärding-Stadt
  - Schärding-Vorstadt
- Schenkenfelden
  - Königschlag
  - Lichtenstein
- Schiedlberg
  - Droissendorf
  - Matzelsdorf
  - Thanstetten
- Schildorn
  - St. Kollmann
- Schlatt
- Schleißheim
  - Dietach
- Schlierbach
  - Maisdorf
  - Mitterschlierbach
  - Unterschlierbach
- Schlüßlberg
  - Atschenbach
  - Pfleg
  - Trattenegg
  - Weinberg
- Schönau im Mühlkreis
  - Kaining
  - Prandegg
- Schörfling am Attersee
  - Fantaberg
  - Kammer
- Schwand im Innkreis
- Schwanenstadt
- Schwarzenberg am Böhmerwald
- Schwertberg
  - Windegg
- Seewalchen am Attersee
  - Litzlberg
- Senftenbach
  - Berg
  - Furth
- Sierning
  - Gründberg
  - Hilbern
  - Neuzeug
  - Oberbrunnern
  - Pichlern
  - Sierninghofen
- Sigharting
  - Siegharting
  - Thalmannsbach
- Sipbachzell
  - Leombach
  - Schnarrendorf
- Sonnberg im Mühlkreis
- Spital am Pyhrn
  - Fahrenberg
  - Gleinkerau
- Stadl-Paura
  - Stadl-Hausruck
  - Stadl-Traun
- Steegen
- Steinbach am Attersee
- Steinbach am Ziehberg
  - Oberdürndorf
  - Oberinzersdorf
- Steinbach an der Steyr
  - Forstau
  - Pieslwang
  - Zehetner
- Steinerkirchen an der Traun
  - Almegg
  - Hammersedt
  - Oberaustall
  - Schnelling
- Steinhaus
  - Oberschauersberg
- Steyr
  - Christkindl
  - Föhrenschacherl
  - Gleink
  - Hinterberg
  - Jägerberg
  - Sarning
  - Stein
- Steyregg
  - Lachstadt
  - Pulgarn
- Straß im Attergau
  - Pabing
  - Wildenhag
- Stroheim
  - Großstroheim
  - Mayrhof
- Suben

## T
- Taiskirchen im Innkreis
  - Arling
  - Brandstätten
  - Breitenried
  - Jedretsberg
  - Kleingaisbach
  - Untertiefenbach
  - Unterwietraun
  - Wiesenberg
- Tarsdorf
  - Eichbichl
  - Hofstatt
  - Hörndl
- Taufkirchen an der Pram
  - Brauchsdorf
  - Höbmannsbach
  - Igling
  - Laufenbach
  - Schwendt
- Taufkirchen an der Trattnach
  - Damberg
  - Keneding
  - Korntnerberg
  - Mödelbach
  - Roith
  - Widldorf
- Ternberg
  - Bäckengraben
  - Trattenbach
- Thalheim bei Wels
  - Aschet
  - Ottsdorf
- Tiefgraben
  - Hof
- Timelkam
  - Pichlwang
  - Wartenburg
- Tollet
- Tragwein
  - Hinterberg
  - Mistlberg
- Traun
- Traunkirchen
  - Mühlbachberg
  - Winkl
- Treubach
  - Obertreubach
  - Schalchen
- Tumeltsham
  - Rabenberg
  - Stöcklgras

## U
- Überackern
  - Ueberackern
- Ulrichsberg
  - Berdetschlag
  - Hintenberg
  - Ödenkirchen
  - Schindlau
- Ungenach
  - Rametsberg
- Unterach am Attersee
  - Au
- Unterweißenbach
  - Landshut
- Unterweitersdorf
- Utzenaich
  - Dulmeding
  - Gaisbach
  - Murau
  - Unterhaslberg
  - Wilhelming

## V
- Vichtenstein
- Vorchdorf
  - Adlhaming
  - Eggenberg
  - Einsiedling
  - Feldham
  - Hörbach
  - Lederau
  - Messenbach
  - Moos
  - Mühltal
  - Theuerwang
- Vorderstoder
- Vorderweißenbach
  - Amesschlag
  - Bernhardschlag
  - Oberweissenbach
  - Schönegg
- Vöcklabruck
  - Wagrain
- Vöcklamarkt
  - Walchen
  - Walkering

## W
- Waizenkirchen
  - Manzing
  - Weidenholz
- Waldburg
  - Schwandt
  - Sankt Peter bei Freistadt
- Waldhausen im Strudengau
- Walding
  - Lindham
- Waldkirchen am Wesen
  - Oberaichberg
  - Unteraichberg
  - Wesenufer
- Waldneukirchen
  - Eggmair
  - Pesendorf
  - St. Nikola
  - Steinersdorf
- Waldzell
  - Gitthof
  - Haberpoint
  - Hartlberg
  - Voglhaid
- Wallern an der Trattnach
  - Mauer
  - Uttenthal
- Wartberg an der Krems
  - Dipersdorf
  - Penzendorf
  - Schachadorf
  - Strienzing
- Wartberg ob der Aist
  - Untergaisbach
- Weibern
  - Dirisam
  - Schwarzgrub
- Weilbach
  - Ellreching
  - Voitshofen
- Weißenkirchen im Attergau
  - Freudenthal
- Weißkirchen an der Traun
  - Graßing
  - Sinnersdorf
  - Weyerbach
- Weitersfelden
  - Harrachstal
- Wels
  - Lichtenegg
  - Obereisenfeld
  - Pernau
  - Puchberg
  - Untereisenfeld
- Wendling
  - Zupfing
- Weng im Innkreis
  - Leithen
  - Weng
- Wernstein am Inn
  - Amelreiching
  - Rutzenberg
  - Schafberg
  - Wernstein
  - Zwickledt
- Weyer
  - Anger
  - Kleinreifling
  - Laussa
  - Nach der Enns
  - Pichl
- Weyregg am Attersee
- Wilhering
  - Dörnbach
  - Schönering
- Windhaag bei Freistadt
  - Riemetschlag
  - Spörbichl
- Windhaag bei Perg
  - Altenburg
- Windischgarsten
- Wippenham
- Wolfern
  - Judendorf
  - Kroisbach
  - Losensteinleithen
  - Maria Laah
  - Schwarzenthal
  - Unterwolfern
- Wolfsegg am Hausruck

## Z
- Zell am Moos
- Zell am Pettenfirst
- Zell an der Pram
  - Aiglbrechting
  - Krenna
  - Oberndobl
  - Reischenbach
  - Schwaben
  - Stögen
- Zwettl an der Rodl
  - Innernschlag